# Junior Messias
Walter Messias Júnior, född 13 maj 1991, är en brasiliansk fotbollsspelare som spelar för Genoa i Serie A.

## Klubbkarriär
Den 31 augusti 2021 värvades Messias till AC Milan på lån, där kontraktet skrevs till ett år med option för köp. Messias debuterade för klubben den 3 oktober 2021 i en 3–2-vinst borta mot Atalanta, där han blev inbytt i den 74:e minuten mot Brahim Díaz. Den 7 juli 2022 köptes Messias loss av Milan.
Den 11 augusti 2023 lånades Messias ut till Genoa på ett säsongslån med en köpoption inkluderad. I januari 2024 blev han klar för en permanent övergång till klubben.